# Tyrannulus elatus
El mosquerito coronado (Tyrannulus elatus), también denominado atrapamoscas de copete amarillo (en Venezuela), mosquerito coroniamarillo (en Costa Rica), tiranolete coroniamarillo (en Ecuador y Panamá), tiranuelo coronado (en Colombia) o moscareta de corona amarilla (en Perú), es una especie de ave paseriforme de la familia Tyrannidae, la única especie del género Tyrannulus. Es nativo de Centro y Sudamérica. 

## Distribución y hábitat
Se distribuye desde el extremo sur de Costa Rica, por Panamá, y las tierras bajas selváticas de América del Sur al sur hasta el centro oeste de Ecuador y, al este de los Andes, desde Colombia, Venezuela, Guyana, Guayana francesa, Surinam y la Amazonia brasileña (hacia el este hasta Maranhão), hacia el sur hasta el este del Perú y norte de Bolivia.
Sus hábitats naturales son los márgenes de las selvas húmedas tropicales, las zonas poco densas del bosque y las zonas de matorral abiertas. También es frecuente en las arboledas de los alrededores de zonas habitadas por el hombre y los jardines. Considerada bastante común y ampliamente diseminada, pero discreta, habita entre el nivel del mar y mayormente por debajo de los 800 m de altitud.

## Descripción
El mosquerito coronado es un pájaro pequeño y rechoncho que mide un promedio de 10,7 cm de longitud y pesa alrededor de 7,5 g. Sus partes superiores son de color pardo oliváceo. Presenta una lista de color amarillo intenso en el píleo negro (más extensa en el macho), que generalmente está oculta y es más visible cuando vocaliza; exhibe un anillo ocular blanco opaco interrumpido por una línea morena a través del ojo; los lados de la cabeza y la parte posterior del cuello son de color gris. Las mejillas y la garganta son gris pálido. El pecho es oliva amarillento; por debajo la región posterior es amarillo pálido. Las alas y la cola son fuscas; las dos barras alares y el borde de las secundarias son amarillento pálido. Su pico es oscuro, corto y puntiagudo. Las patas son negras.
Los ejemplares juveniles presentan la cabeza, el pecho y la espalda de color café tiznado, más oscuro en la coronilla, con un escamado indistinto entre grisáceo y anteado y sin amarillo en la coronilla. El abdomen es amarillo anteado opaco. Las barras alares son anteadas opacas.

## Comportamiento
Generalmente anda en pares, tienden a acomodarse verticalmente en perchas, donde permanecen bastante tiempo. No acompañan bandadas mixtas.

### Alimentación
Forrajean bastante alto sobre los árboles mediante revoloteos y salidas cortas entre el follaje. Es probable que su comida básica consista en frutos de lorántaceas (matapalos), aunque también consumen otros frutos pequeños adicionales y algunos insectos, sobre todo abejones pequeños.

### Vocalización
Esta ave es mucho más oída que vista. Su canto característico es un «prey-tiír» claro y silbado repetido a intervalos durante el día.

## Sistemática

### Descripción original
La especie T. elatus fue descrita por primera vez por el naturalista británico John Latham en 1790 bajo el nombre científico Sylvia elata; la tipo es localidad tipo «Cayena».
El género Tyrannulus fue descrito por el naturalista francés Louis Pierre Vieillot en 1816.

### Etimología
El nombre genérico masculino «Tyrannulus» proviene del latín y significa ‘pequeño tirano’, diminutivo del género Tyrannus; y el nombre de la especie «elatus», proviene del latín y significa ‘elevado’, ‘exaltado’.

### Taxonomía
Este género monotípico es, en muchos aspectos, transicional entre Phyllomyias y Myiopagis, pero las evidencias anatómicas sugieren una relación más cercanas con este último. Las aves de Panamá, nombradas como la subespecie panamensis, y las aves del norte de Bolivia como benii, son consideradas indistinguibles de otras poblaciones, después del examen de una gran serie de especímenes.
Los amplios estudios genético-moleculares realizados por Tello et al. (2009) descubrieron una cantidad de relaciones novedosas dentro de la familia Tyrannidae que todavía no están reflejadas en la mayoría de las clasificaciones. Siguiendo estos estudios, Ohlson et al. (2013) propusieron dividir Tyrannidae en cinco familias. Según el ordenamiento propuesto, Tyrannulus permanece en Tyrannidae, en una subfamilia Elaeniinae Cabanis & Heine, 1859-60, en una tribu Elaeniini Cabanis & Heine, 1859-60, junto a Elaenia, Myiopagis, Suiriri, Capsiempis, parte de Phyllomyias, Phaeomyias, Nesotriccus, Pseudelaenia, Mecocerculus leucophrys, Anairetes, Polystictus, Culicivora, Pseudocolopteryx y Serpophaga.